# Успенка (Голишмановський міський округ)
Успе́нка (рос. Успенка) — присілок у складі Голишмановського міського округу Тюменської області, Росія.
Населення — 51 особа (2010, 66 у 2002).
Національний склад станом на 2002 рік:
- росіяни — 92 %